# Mineralvatten

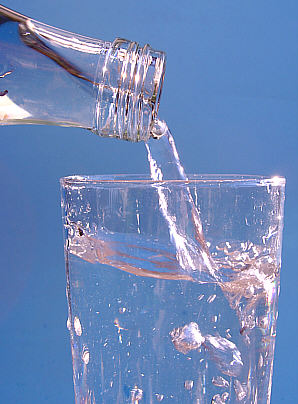
Mineralvatten utan tillsatt kolsyra

Mineralvatten är ett vatten som kommer från en vattenkälla som ger ifrån sig ett vatten med god renhet och som har goda egenskaper som dricksvatten. Halterna av salter och andra mineralämnen kan variera stort mellan olika mineralvatten, och de kan endera innehålla kolsyra eller inte. Ursprungligen avsågs med beteckningen ett vatten från en "hälsobrunn".  Den officiella beteckningen inom Europeiska unionen är naturligt mineralvatten, och sådant vatten är föremål för gemensamma europeiska bestämmelser.

## Vattenkategorier
Man skiljer på fyra kategorier av förpackat vatten:
- naturligt mineralvatten
- källvatten
- förpackat dricksvatten
- bordsvatten

För förpackat dricksvatten ställs samma krav som för kranvatten. Bordsvatten kan ha tillsatser av salter och aromämnen, och för dessa gäller samma regler som för övriga drycker. För naturligt mineralvatten och källvatten finns särskilda regler. I båda fallen måste vattnet komma från en grundvattentäkt och måste förpackas vid denna. Källvatten behöver inte komma från en godkänd vattentäkt, men måste i princip uppfylla de krav som ställs på kranvatten, vilket innebär att halterna av mineralämnen m.m. inte får vara alltför höga.

### Naturligt mineralvatten
Ett naturligt mineralvatten, som utvinns i Sverige, måste komma från en vattentäkt som godkänts av Livsmedelsverket. Detta innebär krav på att vattentäkten är skyddad mot föroreningar, att vattnets kemiska sammansättning och eventuella andra effekter är kända, och att dess sammansättning, temperatur och andra egenskaper är stabila. Naturligt mineralvatten får innehålla högre halter av vissa naturligt förekommande mineraler och andra ämnen än de halter som är tillåtna för kranvatten.
Naturligt mineralvatten är föremål för ett gemensamt regelverk inom Europeiska Unionen och krav på godkännande. Om ett vatten är godkänt som naturligt mineralvatten i ett EU-land, får det säljas i andra EU-länder som naturligt mineralvatten.

#### Svenska naturliga mineralvatten
Nedan följer en lista över svenska naturliga mineralvatten som godkänts av Livsmedelsverket. De är anmälda och godkända av EU-kommissionen och får därmed säljas och marknadsföras som naturliga mineralvatten inom hela EU.
| Namn på vattentäkt             | Handelsbeteckning | Geografisk plats                |
| ------------------------------ | ----------------- | ------------------------------- |
| Hellebrunn                     | Coop              | Jeppetorp, Hällefors            |
| Guttsta källa                  | Guttsta källa     | Guttsta, Kolsva                 |
| Döbelius källa                 | Ramlösa           | Ramlösa hälsobrunn, Helsingborg |
| Jacobs källa                   | Ramlösa           | Ramlösa hälsobrunn, Helsingborg |
| Storskogens källa              | Storskogen        | Storskogen 12, Töllsjö          |
| Trefaldighetskällan Sätrabrunn | Sätra Brunn       | Sätra brunn, Sala               |
| Söderåsen                      | Söderåsen         | Mossvägen, Hofors               |
| Tollagårdens källa             | Tollagården       | Tollagården, Gesunda            |
| Åive                           | ÅIVE              | Hirvasåive                      |
| Åre källa                      | Åre Water         | Englandsviken, Åre              |

## Historia
Mineralvattnets historia går tillbaka till hälsobrunnarna och de brunnskurer och den brunnsdrickning som var förknippade med dem. Redan i antik tid fanns vattenkällor som var särskilt uppskattade för sina hälsogivande egenskaper. I Bibeln finns källorna vid Siloa omnämnda, och i Deccan, Hindustan och Himalaya var tidigt en mängd undergörande källor i användning. I antikens Grekland kände man bland annat till svavelkällorna i Hypate, natrontermerna i Thermopylai, de heta källorna vid Oita, och Adepsos på Euboia. Den hälsogörande verkan av dessa källor ansågs både komma från att dricka vattnet och från att bada i det.
Redan Hippokrates undersökte flera mineralkällor och deras halt av salter och räknade bland dessa upp järn, silver, koppar, guld, svavel, alun, jordharts och nitrum. Under 1600-talet ansågs det dock vara vattnet i sig som var det hälsomässigt verksamma i hälsobrunnarnas vatten, i den utsträckning verkan inte tillskrevs helgon eller gavs andra religiösa förklaringar. Kemisk analys tillämpades tidigt på brunnsvattnen, och Friedrich Hoffmann i Halle utgav 1703 sin "metod att undersöka hälsovatten", där han redogör för analyser av vatten från bland andra Spa, Selters, Schwalbach och Karlsbad. Det var dock först i början av 1800-talet, då den kemiska analysen var mer utvecklad, som man fick en bättre kunskap av mineralinnehållet genom bland andra Jöns Jacob Berzelius, Justus von Liebig och Remigius Fresenius.
De förste som aktivt letade efter hälsokällor i Sverige var läkaren Urban Hjärne. Efter att länge ha misslyckats att hitta något inhemskt vatten av lämplig karaktär, fick han 1677 två flaskor vatten från Medevi av riksrådet Gustaf Soop, som också var ägare av egendomen. Hjärne fann att detta var "icke något gement eller ofullkomligt vatten, utan en rätt martialisk surbrunn", och bekräftade sitt intryck på ort och ställe 25 juli 1678. Hjärne utgav därefter flera skrifter om Medevi brunn och var fram till 1682 brunnsläkare där.

### Konstgjort mineralvatten
På grund av den medicinska användningen av naturliga mineralvatten gjordes tidigt försök att efterlikna dem på konstgjord väg. Redan i mitten av 1500-talet förekom detta, men först vid slutet av 1700-talet och början av 1800-talet började sådan framställning i större skala. Den första mineralvattenfabriken anlades 1780 i Genève och 1798 en liknande fabrik i Paris. Ett stort steg framåt tog mineralvattentillverkningen genom kemisten och farmaceuten Friedrich Adolph August Struve, som startade fabriker 1821–1823 i Dresden, Leipzig och Berlin.
Den förste som framställde mineralvatten på konstgjord väg i Sverige var kemisten Torbern Bergman, en av grundläggarna av den analytiska kemin, som vintern 1770 var sjuk. I hans “cur för bättring” ingick en stor mängd utländskt mineralvatten, vilket var kostsamt. Efter att ha påbörjat experiment för konstgjord framställning av mineralvatten, lyckades han med detta 1771. Han hade i samband med detta också lyckats att på konstgjord väg framställa kolsyra, eller "luftsyra" med hans egen beteckning, och har på grund av detta också kallats "den svenska läskedryckens fader". Under 1790-talet fanns enbart i Stockholm ett tiotal fabriker för framställning av mineralvatten. 1799 inrättade Lorents Gabriel Werner i Stockholm den första svenska mineralvattenfabriken, där även brunnsdrickning fanns anordnad. 1803 var Berzelius läkare vid denna brunnsinrättning, som fanns vid Klara Norra Kyrkogata, och har i en liten skrift från 1803 beskrivit de då mest använda mineralvattnen.

### Radioaktivt mineralvatten

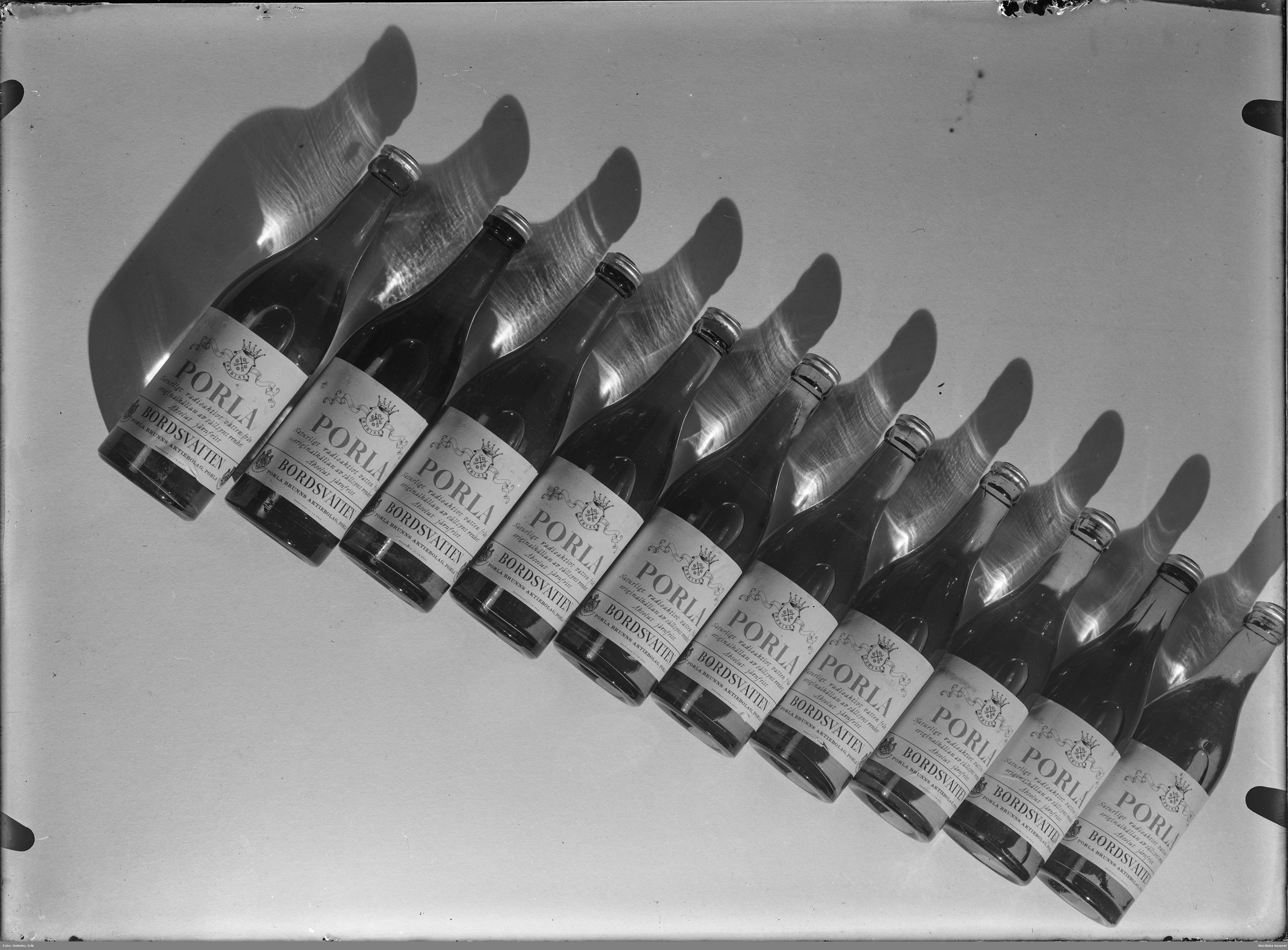
Bordsvatten från Porla. ”Naturligt radioaktivt vatten från originalkällan av sällsynt renhet”.

När radioaktiviteten var relativt nyupptäckt och tilldrog sig stor uppmärksamhet som fenomen, konstaterades att vissa naturliga mineralvattnen också hade en viss radioaktivitet. Först på området var H. S. Allen, som 1903 påvisade radium i källorna i Bath. Hjalmar Sjögren och Naima Sahlbom hittade även radioaktivitet i flera svenska källor, särskilt de som sprang fram ur rullstensåsar. Man kunde konstatera att de geologiska förhållandena hade stor inverkan på förekomsten av radioaktivitet i brunnsvattnen. Innan man kände till skadeverkan av joniserande strålning, tillskrevs radioaktiviteten en del av mineralvattnens förmodade hälsoverkan, och många buteljerade mineralvatten deklarerade på flaskan att de var radioaktiva. Därför inleddes också framställning av konstgjort radioaktivt vatten, antingen genom tillsats av en liten mängd lösligt radiumsalt eller genom aktivering av vattnet. I Sverige tillverkade bland annat AB Nordstjärnans mineralvattenfabrik radioaktivt Gastein-, Karlsbad- och Marienbadvatten. Tillverkningen av radioaktiva vatten upphörde senare, då radioaktivitet kom att ha mer negativa associationer.